# Zuidland
Zuidland là một thị trấn ở tỉnh Zuid-Holland, Hà Lan. Thị trấn này nằm trong khu tự quản Nissewaard, và cách khoảng 6 km về phía tây Spijkenisse.
Tính đến năm 2022, thị trấn Zuidland có dân số 6.094 người. Tên gọi dân cư của thị trấn này là "Slandenaren". Khu vực cư trú của thị trấn rộng 0.87 km², và có 1878 hộ gia đình. Khu vực thống kê rộng hơn của Zuidland, có dân số khoảng 5130.
Zuidland là một khu tự quản riêng biệt cho đến năm 1980, khi trở thành một phần của Bernisse.

## Hình ảnh

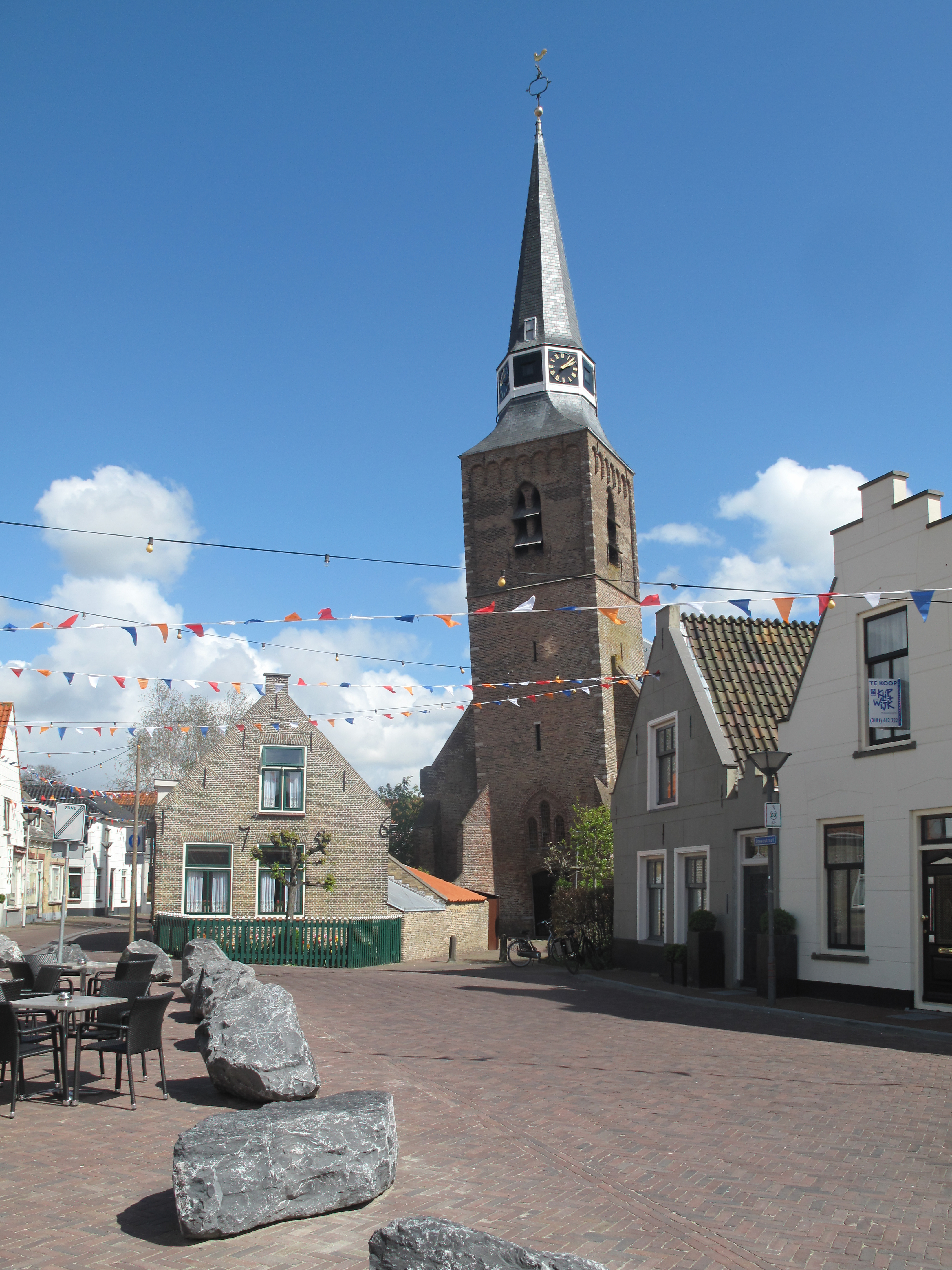
Nhà thờ
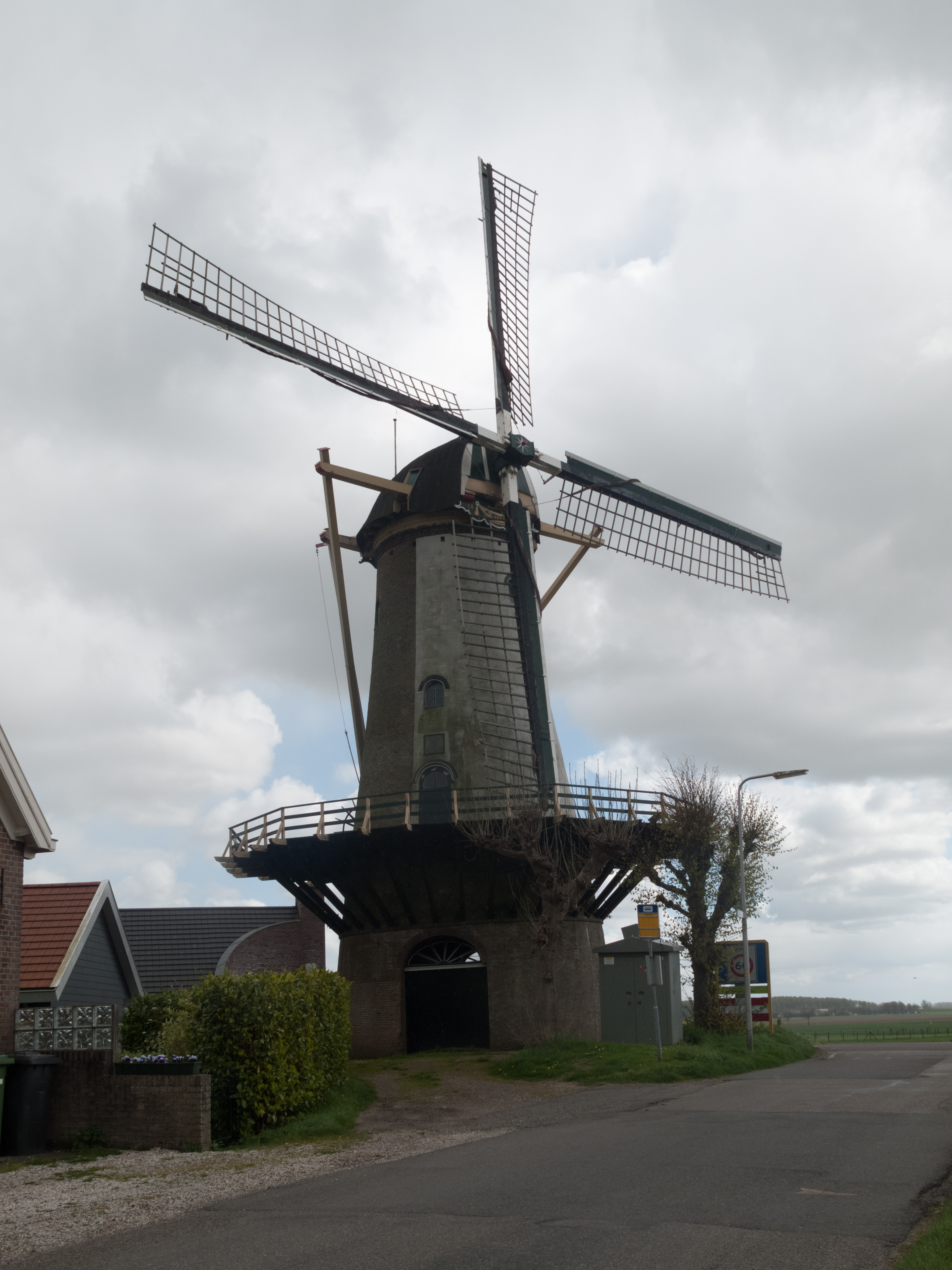
Cối xay gió
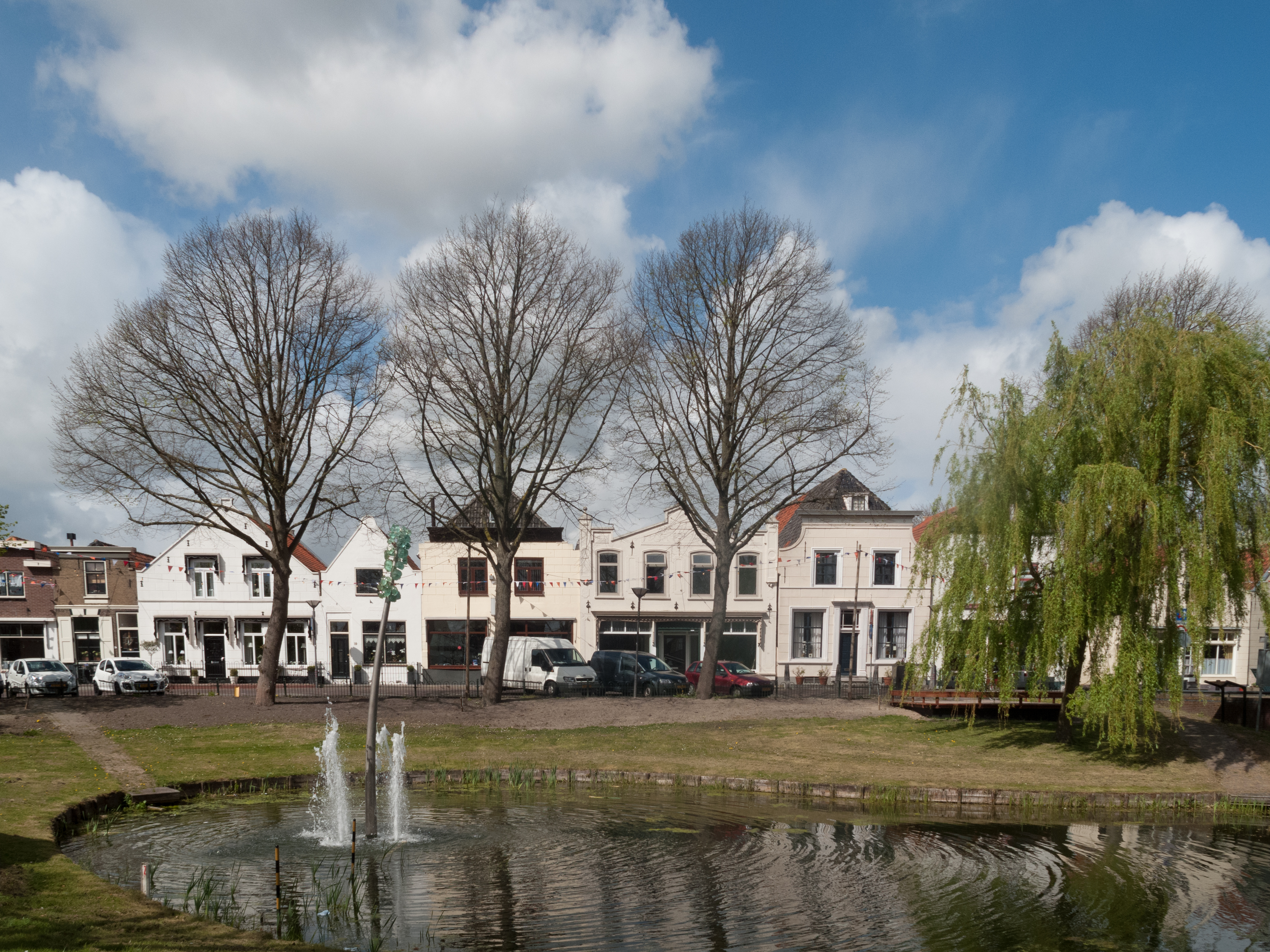
Đường phố